# Lee Kohlmar
Lee Kohlmar (27 de fevereiro de 1873 – 14 de maio de 1946) foi um diretor de cinema e ator alemão. Ele atuou em 52 filmes entre 1916 e 1941. Ele também dirigiu nove filmes entre 1916 e 1921.
Ele nasceu em Eckental, Alemanha e morreu em Hollywood, Califórnia, de um ataque cardíaco. Fred Kohlmar era seu filho.

## Filmografia selecionada
- The Flaming Disc (1920)
- The Cactus Kid (1921)
- Who Was the Man? (1921)
- The Wild Wild West (1921)
- Bandits Beware (1921)
- The Man Who Woke Up (1921)
- Beating the Game (1921)
- Children of Pleasure (1930)
- The Sins of the Children (1930)
- Jewel Robbery (1932)
- Four Hours to Kill! (1935)
- A Son Comes Home (1936)